# دایره‌زنگی
دایره‌زنگی نام سازی است از خانوادهٔ سازهای کوبه‌ای. ساختمان این ساز با تفاوت‌هایی شبیه دایره است.

## نگارخانه

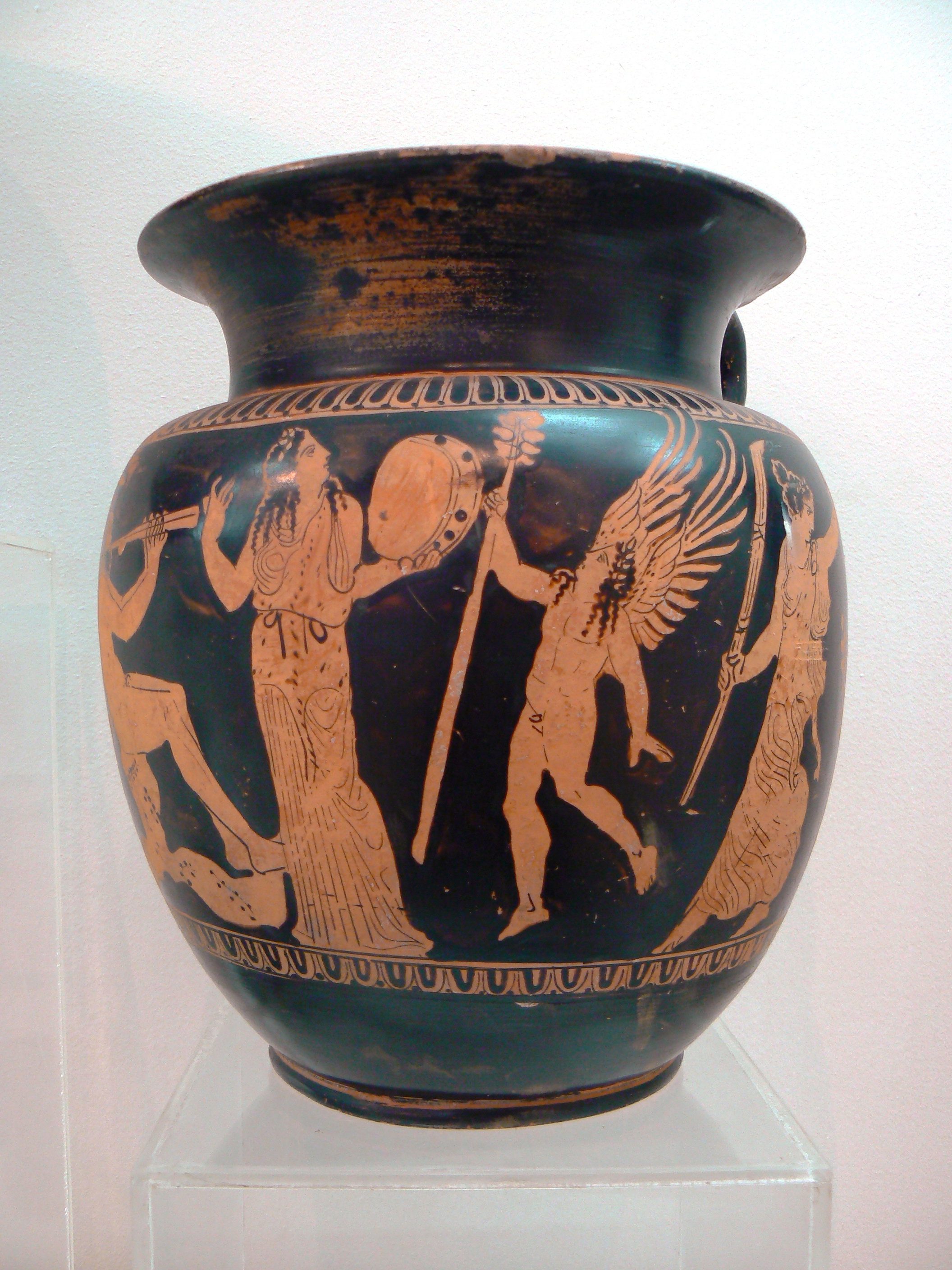
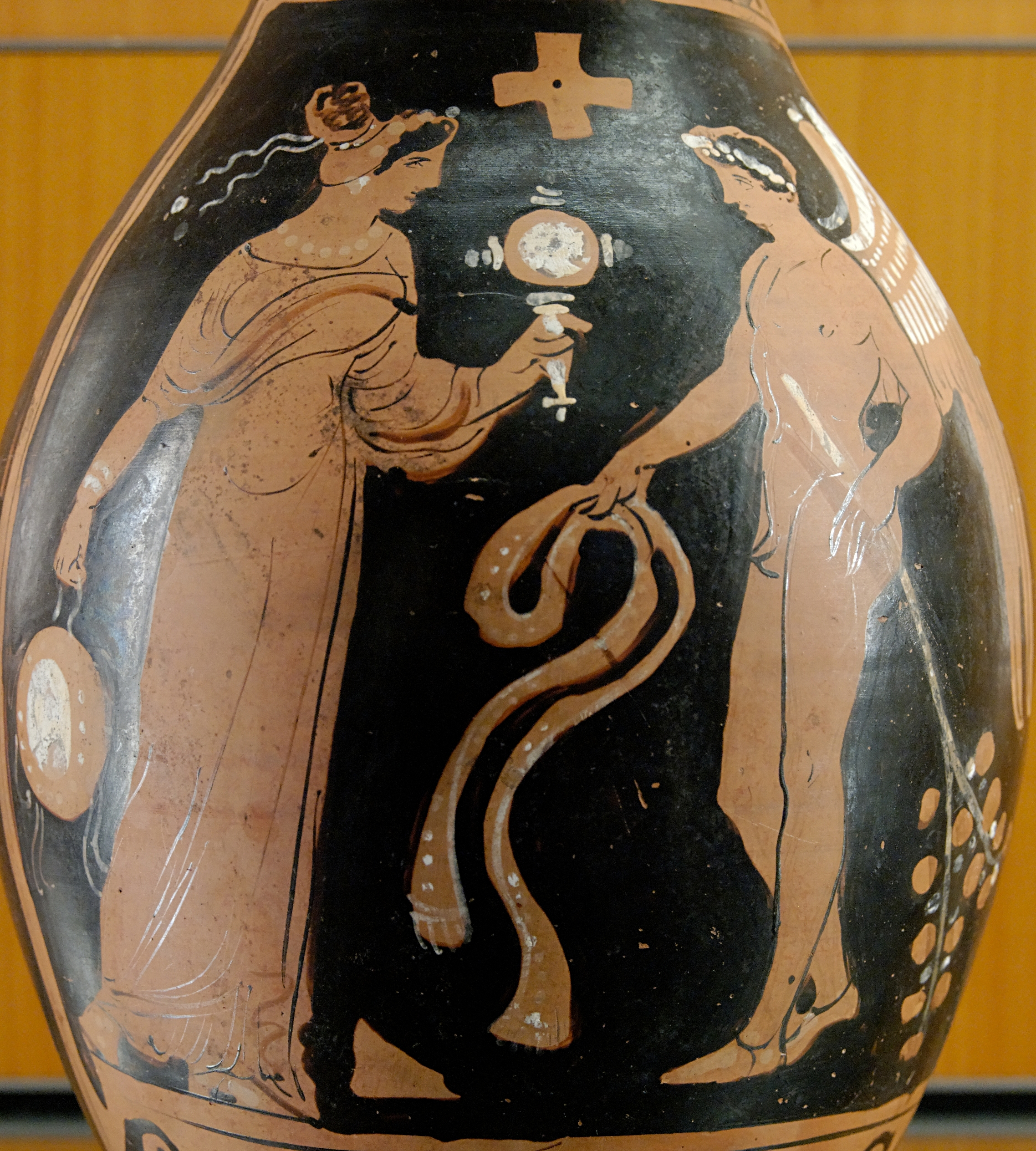
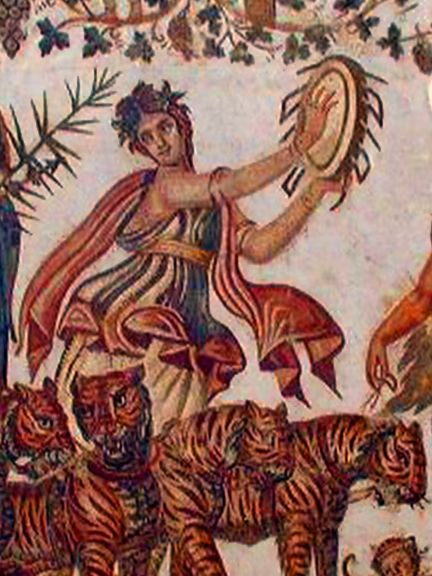
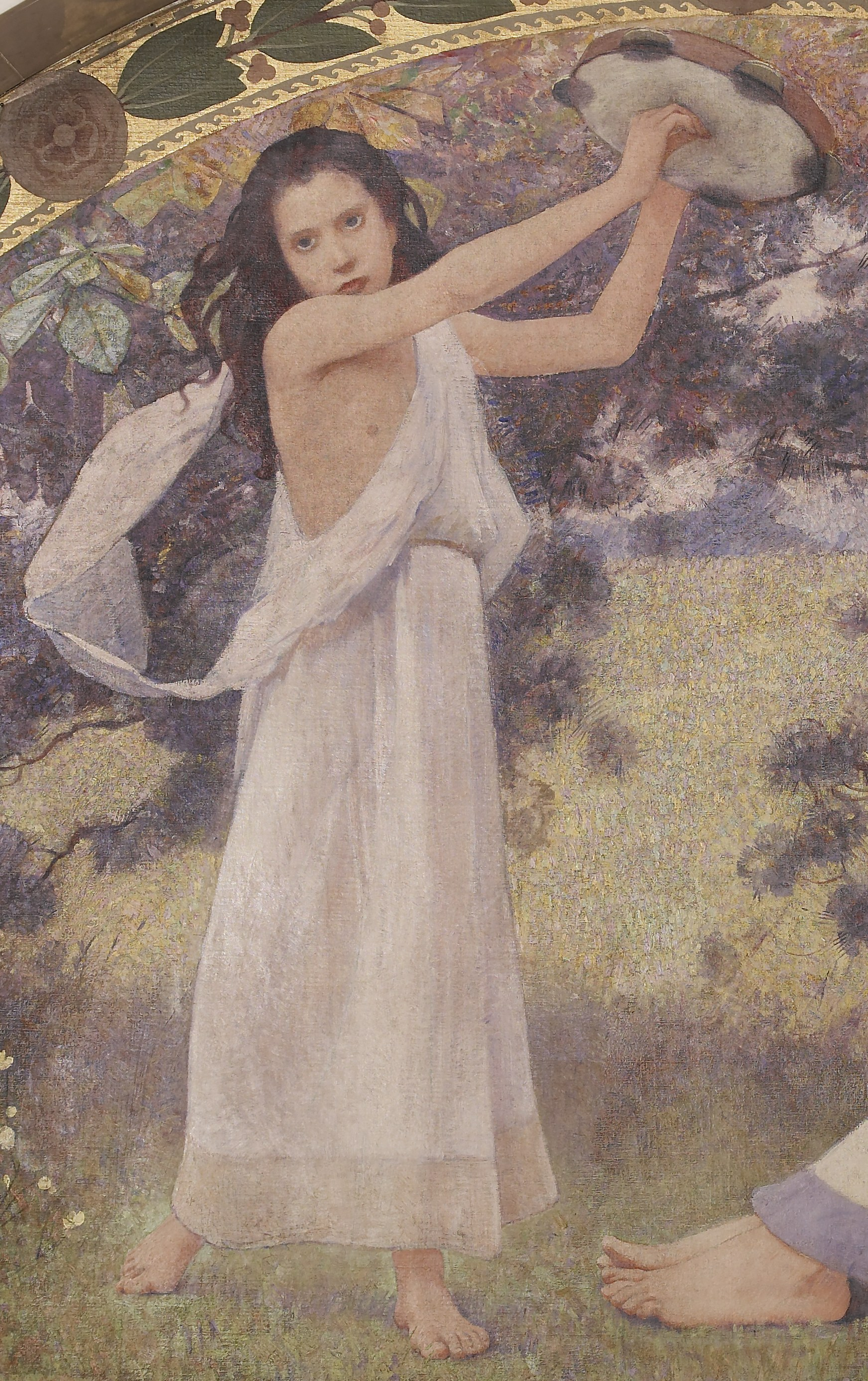